# Pothos clavatus
Pothos clavatus är en kallaväxtart som beskrevs av Adolf Engler. Pothos clavatus ingår i släktet Pothos och familjen kallaväxter. Inga underarter finns listade.